# Premi Fastenrath
El Premi Fastenrath fou un guardó literari de novel·la, poesia o assaig, creat el 1909 pel rei d'Espanya Alfons XIII a instàncies de Louise Goldmann, vídua i marmessora del polígraf i hispanista alemany Johannes Fastenrath.
Inicialment s'atorgava a obres escrites tant en espanyol com en català i n'eren els convocants, respectivament, la Real Academia Española i els Jocs Florals de Barcelona. Tanmateix, després de la guerra civil, els Jocs Florals en català van continuar en exili, als quals de 1941 a 1977 els Premis Fastenrath per obres en català van continuar a ser atorgats. Posteriorment, a partir de la restauració a Catalunya dels Jocs Florals, els premis es van atorgar durant la etapa 1978-1983.
Entre els autors catalans que el van obtenir cal esmentar Caterina Albert, "Víctor Català" (1909), Joan Maragall (1910), Joan Alcover (1919), Josep Maria de Sagarra (1926), Sebastià Juan Arbó (1934) i, ja a l'exili, Agustí Bartra (1940).

## Premiats
- 1983
- 1982
- 1981
- 1980 Jaume Cabré i Fabré per Carn d'olla
- 1979
- 1978 Miquel Martí i Pol pel conjunt de la seva obra.
- 1977 Marina Ginestà i Coloma per Els antipodes
- 1976
- 1975
- 1974 Mercedes Formica, per La hija de don Juan de Austria (Ana de Jesús en el proceso al pastelero de Madrigal)
- 1973
- 1972
- 1971 Bob de Nijs per la traducció d'Antígona de Salvador Espriu i Maria dels Àngels Vayreda i Trullol per Encara no sé com sóc
- 1970 Gabriela Woith de Costa per la traducció de tres contes de Mercè Rodoreda, i Irma Sander per la traducció de Salvador Espriu
- 1969
- 1968
- 1967
- 1966 Narcís Lunes i Boloix
- 1965 Joaquim Amat-Piniella per KL Reich
- 1964 Joan Oller i Rabassa per Joan Oller i Rabassa
- 1963
- 1962
- 1961
- 1960
- 1959 Maria Assumpció Soler i Font per L'escollit
- 1958
- 1957 Manuel de Pedrolo per Un de nosaltres i Odó Hurtado per L'Araceli Bru
- 1956
- 1955 Agustí Cabruja i Auguet per Les olives
- 1954
- 1953
- 1952
- 1951
- 1950
- 1949
- 1948
- 1947
- 1946
- 1945
- 1944 August Pi i Sunyer per La novel·la del besavi
- 1943 Josep Carner i Puig-Oriol per Nabí
- 1942 Agustí Bartra per l'obra Xabola
- 1941 Xavier Benguerel i Llobet per Fira de desenganys
- 1940
- 1939
- 1938
- 1937
- 1936
- 1935
- 1934 Sebastià Juan Arbó per l'obra Terres de l'Ebre.
- 1933
- 1932 Agustín Millares Carlo per l'assaig Tratado de Paleografía Española.
- 1931 José María de Cossío per l'obra Los toros en la poesía castellana.
- 1930 Emilio García Gómez.
- 1929
- 1928 Joan Santamaria i Monné per l'obra La filla d'en Tartarí.
- 1927
- 1926 Josep María de Sagarra per l'obra Cançons de totes les hores.
- 1925
- 1924 Ángel Valbuena Prat per l'assaig Los autos sacramentales de Calderón.
- 1923
- 1922 Llorenç Riber i Campins per l'obra Les Corones.
- 1921
- 1920 Juan de Contreras y López de Ayala per l'obra poética Poemas castellanos.
- 1919 Joan Alcover i Maspons per l'obra Poemes Bíblics.
- 1918
- 1917
- 1916 Enrique de Mesa per l'obra El Silencio de la Cartuja Arxivat 2007-09-28 a Wayback Machine.
- 1915
- 1914 Concha Espina per la novel·la La Esfinge Maragata.
- 1913 Josep Carner per l'obra poètica Monjoies.
- 1912 José del Río Sainz per l'obra poética Versos del Mar.
- 1911 Ricardo León i Arturo Reyes per l'obra El Amor de los Amores.
- 1910 Joan Maragall i Gorina per l'obra Enllà.
- 1909 Caterina Albert (Victor Català) per l'obra Solitud.